# Serofobia
A sorofobia (português brasileiro) ou serofobia (português europeu), sidafobia ou estigma sorológico, é o preconceito, medo, rejeição e discriminação contra as pessoas que vivem com HIV. A discriminação é uma manifestação de estigma social. Atitudes e comportamentos estigmatizantes podem cair sob a rubrica de discriminação em função da legislação de um país em particular.
O estigma sorológico existe em todo o mundo em uma variedade de formas, incluindo o ostracismo, rejeição social, discriminação e evitação de pessoas infectadas pelo vírus; teste obrigatório sem o consentimento ou a proteção da confidencialidade antes; violência contra indivíduos infectados pelo vírus ou pessoas que são vulneráveis ao mesmo; a quarentena de indivíduos infectados; e, em alguns casos, a perda de direitos de propriedade, quando um cônjuge morre. A violência relacionada com o estigma ou o medo da violência impede muitas pessoas de procurarem o teste de HIV, voltando para seus resultados, ou garantir o tratamento, possivelmente, transformando o que poderia ser uma doença crônica controlável em uma sentença de morte e perpetuando a propagação do mesmo. O estigma sorológico foi dividido em três categorias a seguir:
- Estigma instrumental da AIDS - um reflexo do medo e apreensão que são susceptíveis de ser associada a qualquer doença mortal e transmissível.[4]
- Estigma simbólico da AIDS - a utilização do vírus ou da doença já instalada, como forma de marginalizar as atitudes de certos grupos sociais ou estilos de vida de algumas pessoas, supostamente (muitas vezes, nem sempre) associados com a doença.[4]
- Estigma "cortesia" da AIDS - estigmatização de pessoas ligadas à questão do HIV/AIDS ou de pessoas soropositivas.[5]

Muitas vezes, o estigma sorológico ou a discriminação são expressos, de acordo com um ou mais outros estigmas, particularmente aqueles associados com a homossexualidade, a bissexualidade, a promiscuidade, os/as profissionais do sexo e os usuários de drogas injetáveis.
Algumas formas de discriminação grave podem incluir: a expulsão da escola, a negação de habitação, tendo que pagar aluguel extra, e a perda de emprego. As pessoas que têm, ou são vulneráveis a ter, o vírus ou mesmo a doença já instalada, há experiência de discriminações em vários aspectos da vida. Nos Estados Unidos, as leis de deficiência proíbem a discriminação de soropositivos em habitação, emprego, educação e acesso à saúde e serviços sociais. Lei semelhante fora criada no Brasil em junho de 2014, a qual a presidente Dilma Rousseff sancionou, que dispunha sobre tornar crime a discriminação direta e intencional a soropositivos em quaisquer circunstâncias, bem como a divulgação intencional da sorologia com o explícito objetivo de denegrir e difamar os mesmos, seja em ambientes escolares, familiares ou de trabalho.

## Rejeição e sofrimento
Muitos portadores do vírus, tendo ou não a doença já instalada, se sentem excluídos e rejeitados pelo simples fato de possuírem um microrganismo que pode ser devastador sem tratamento.
Normalmente, o Ministério da Saúde recomenda que portadores comecem a tomar medicação antirretroviral quando a contagem de células cd4 estiver abaixo de 350, mesmo que a condição de doentes de AIDS só seja possível com uma contagem abaixo de 200, e ainda assim segundo o mesmo Ministério é aconselhável que se comece a adesão ao tratamento antes de ultrapassar os 350.
Mesmo com um tratamento atual com efeitos colaterais reduzidos ou praticamente inexistentes quando se inicia o tratamento antes da contagem mínima, e ainda que todas as pesquisas indiquem que mesmo entre os parceiros sorodiscordantes que optam por transar sem camisinha o risco de transmissão é mínimo por parte do soropositivo que toma a medicação certa e regularmente, os portadores do vírus experimentam sentimentos de dor e culpa internalizados, e correm o risco de não serem aceitos em novos relacionamentos, relações de trabalho ou dentro da família,[carece de fontes?] e tudo isso acontece por vários motivos: ignorância, falta de informação, associação de soropositivos aos estilos de vida que levam tendo como exemplo estigmatizador principal a promiscuidade (embora essa associação muitas vezes seja errada e não corresponda à realidade), entre outros.
Como esse risco é real (e muitas vezes convive com o soropositivo de maneira recorrente ou por boa parte da vida), muitos dos mesmos acabam por se isolarem, procurando relacionamentos somente com quem também é portador por medo de ser rejeitado por alguém que não seja, e passa a esconder esse detalhe de sua vida até onde puder, com receio de perder a admiração das pessoas no campo familiar, entre os amigos ou no trabalho; tudo isso acaba por gerar um sofrimento terrível no psicológico da pessoa portadora.
No geral, quando mantêm relacionamentos com alguém que não sabe sua condição, tentam esconder isso do(a) parceiro(a), com medo de ser rejeitado e excluído da vida do outro.
Todo esse medo de rejeição se torna internalizado em pessoas de grupos socialmente discriminados e/ou vulneráveis ao contágio, incluindo homossexuais, bissexuais, travestis femininas e profissionais do sexo, fazendo com que boa parte dessas pessoas que possam, possivelmente, ter sido expostas ao vírus, não façam o teste sorológico, temendo descobrir que possuem a infecção e carregar esse estigma pro resto da vida, fazendo assim, com que a infecção se alastre cada vez mais e gerando uma brecha pra que o vírus possa atacar o organismo das mesmas levando ao quadro aidético em muitos casos.
Por vezes, o preconceito e a discriminação partem não só de possíveis relacionamentos, familiares, amigos ou colegas de trabalho, como também, surpreendentemente, pelos próprios profissionais de saúde, pois alguns deles parecem não ter o esclarecimento necessário que precisam ter pra lidar com tais questões e colocam no portador toda a culpa por ter contraído o vírus.
Nem sempre o contágio é feito por esquecimento do uso da camisinha (embora essa seja a forma de contágio mais comum). Outras formas, dentre várias, incluem estupro, sexo oral (que mesmo com risco minimo, infecta, porém a informação parece não ser muito divulgada nos meios de comunicação) e até mesmo defeitos do próprio preservativo (rasgos e furos na hora da relação sexual, por exemplo).
Muitas vezes, filmes pornográficos podem também induzir às pessoas inexperientes sexualmente (sobretudo homossexuais, visto que ainda é um grupo vulnerável socialmente) a comportamentos de risco, não só pelo sexo sem proteção em si, mas com práticas de alto risco para contrair DST, como ejaculação interna (no caso de sexo desprotegido) e ejaculação ou consumo de esperma via sexo oral (informação não muito divulgada pelos órgãos de saúde nem pela mídia, mas que consiste numa prática perigosa que também transmite o vírus, pelo fato de o mesmo não ser digerido no organismo, e em vez disso, formar reservatórios no trato intestinal).
Algo que poderia ser muito divulgado pelos grandes meios de comunicação é a questão da profilaxia pós-exposição (PEP), que funciona em até 72 horas, onde alguém que, em tese, tenha passado por uma situação de risco, pode procurar um unidade de saúde mais próxima em até 3 dias e começar a tomar uma medicação que pode impedir o vírus de se instalar no organismo, geralmente o remédio truvada.
Infelizmente, a grande mídia, muitas vezes, pode contribuir para a sidafobia em vez de esclarecer a população sobre os direitos dos soropositivos. Tendo como exemplo a divulgação de um tal clube do carimbo na cidade de São Paulo, em março de 2015, por meio de uma reportagem do programa Fantástico da Rede Globo, que soropositivos teoricamente "tratados" passavam a infecção adiante pra pessoas desavisadas em saunas e boates paulistas, geralmente perfurando preservativos com objetos pontiagudos e aconselhando a outros soropositivos a fazerem o mesmo em redes sociais, geralmente se comunicando por gírias como "vitaminado" (portador) e "carimbar" (transmitir, daí o nome). Esse clube realmente existe, mas representa uma minoria das pessoas infectadas, sendo sem dúvida uma atitude que coloca em risco a vida de outras pessoas, porém, a julgar pelo que as pessoas que fazem parte do mesmo falarem em entrevistas que tinham sua infecção controlada e as mesmas mostrarem indivíduos infectados pelo clube, ocorre uma contradição, já que, como dito anteriormente, por meio de pesquisas, foi comprovado que soropositivos com carga viral indetectável não passam o vírus a pessoas não-portadoras. Os integrantes do tal clube possivelmente não se tratam e possuem transtorno de personalidade antissocial, o que não corresponde à realidade da maioria dos soropositivos. A Unaids divulgou uma nota esclarecendo que muitas dessas entrevistas são preocupantes por dar enfoque ao grupo de transmite e não à realidade de boa parte dos portadores, podendo fazer com que assim, sejam aumentados o preconceito e a discriminação aos mesmos, e consequentemente, a rejeição.
Grande parte dos portadores, por conta da sidafobia, podem sofrer com transtornos psicológicos, sendo os mais comuns nesses casos transtorno de ansiedade generalizada, transtorno obsessivo-compulsivo, TEPT, síndrome do pânico, fobia social, depressão nervosa, distimia e transtorno bipolar, alguns dos quais (entretanto, não todos) podem debilitar a imunidade de alguns soropositivos. É possível que pessoas que já tinham alguns desses transtornos e contraíram o vírus piorem seu quadro psicológico ao descobrirem o resultado positivo. Geralmente, pessoas que desenvolveram doenças mentais e contraem o vírus são pessoas também vulneráveis em certas situações sociais, como gays que sofrem homofobia no seio familiar, sofrimento com decepções amorosas, desfuncionalidade familiar, entre outras.
Soropositivos, se tratados, podem viver uma vida normal como a de qualquer pessoa, se relacionar com qualquer pessoa, fazer atividades físicas, trabalhar, enfim, viver como todos vivem, gozando de direitos e deveres cidadãos. Muitos deles merecem atenção pela situação de vulnerabilidade social em que se encontram, pois tem o direito de conviver normalmente em sociedade.

## Direitos de soropositivos e doentes de AIDS no Brasil[13]

### CasoSheila Cortopassi
Em maio de 1992, uma menina chamada Sheila Cortopassi teve sua matrícula num colégio público de São Paulo recusada, por conta de ela ser soropositiva.
O caso foi parar na Justiça, e dividiu escolas e educadores. O Sieeesp, sindicato que reúne as escolas particulares, apoiou a decisão do colégio e sugeriu a mesma atitude a outros. Os pais de Sheila recorreram à Justiça, que garantiu a matrícula de Sheila. Apesar disso, a menina passou a estudar em outro colégio, que lhe ofereceu a vaga.
Por conta desse caso, ainda em 1992, uma portaria do Ministério da Educação passou a proibir todo o tipo de discriminação a portadores do HIV.

### Outros Direitos
Desde o ano de 2012, são reconhecidos alguns direitos e deveres de cidadãos soropositivos e doentes de AIDS. Tais direitos estão descritos a seguir:

#### Direitos previdenciários
- Fundo de Garantia por Tempo de Serviço
- PIS/PASEP
- Auxílio-doença (este somente para doentes de AIDS)
- Aposentadoria por invalidez (para soropositivos que adquiriram quaisquer doenças incapacitantes ou doentes de AIDS)
- Auxílio de Previdência Social
- Pensão por morte para os familiares dependentes
- Isenção do Imposto de Renda em rendimentos relativos à aposentadoria.

#### Direitos trabalhistas
- Direito a recusa de teste sorológico para admissão e/ou manutenção do emprego de funcionários
- Direito de um soropositivo trabalhar em qualquer tipo de atividade, salvo em atividades que envolvam risco de ferimentos ou contaminação (nestes casos, uma equipe médica deve avaliar a situação do portador do vírus)
- Proibição da demissão de um funcionário de uma empresa pelo simples fato de ser soropositivo, de acordo com o Artigo 7º da Constituição Federal do Brasil, com o desrespeito a esta lei acarretando ao empregador as sanções previstas em Lei
- Direito de ter as faltas devidamente justificadas em caso de doença por meio de atestados médicos, o que acarreta que o empregador não possa demitir o funcionário nem durante o tempo que estiver gozando de licença-saúde

#### Direitos civis
- Direitos previstos no ECA para crianças e adolescentes na comunidade escolar
- Sigilo médico sobre seu diagnóstico
- Direito a convênios médicos e/ou odontológicos
- Pensão alimentícia a soropositivos ou doentes de AIDS que não possuam bens e condições de sustento próprio
- Uso e moradia de aluguéis, não podendo sofrer restrições de qualquer natureza
- Indenização por contaminação através de sangue
- Gravidez, no caso de mulheres portadoras
- Partilha de bens de casais homossexuais
- Proibição da dispensa de professores e funcionários portadores do vírus de quaisquer escolas, bem como obrigatoriedade de matrícula de

crianças e adolescentes soropositivos